# ماریت هارتلی
 ماریت هارتلی (انگلیسی: Mariette Hartley؛ زادهٔ ۲۱ ژوئن ۱۹۴۰) یک هنرپیشه اهل ایالات متحده آمریکا است. وی از سال ۱۹۶۲ میلادی تاکنون مشغول فعالیت بوده‌است.
از فیلم‌ها یا برنامه‌های تلویزیونی که وی در آن نقش داشته است می‌توان به اسلحه‌ها در بعد از ظهر، همسر اوهارا، سکوت قلب و انسینو من اشاره کرد.